# سخی سرور
سخی سرور (به انگلیسی: Sakhi Sarwar) یک شهرک در پاکستان است که در ناحیه دیره غازی خان واقع شده‌است.